# Rezerwat przyrody Uroczysko Święta im. prof. Mieczysława Jasnowskiego
Rezerwat przyrody „Uroczysko Święta im. prof. Mieczysława Jasnowskiego” – rezerwat torfowiskowy o powierzchni 208,44 ha, położony w województwie zachodniopomorskim, w powiecie goleniowskim i w gminie Goleniów, w zachodniej części Puszczy Goleniowskiej, 2 km na północ od Świętej.
Rezerwat jest położony w estuarium Odry, na jej wschodnim brzegu, w obszarze specjalnej ochrony ptaków (OSO) Natura 2000 Puszcza Goleniowska (PLB 320012).
Został utworzony 23 stycznia 1973 i początkowo zajmował jedynie 9,50 ha. W 2004 powiększono go do 207,77 ha.
Celem ochrony jest zachowanie fragmentów torfowiska wysokiego oraz lasów bagiennych z licznymi stanowiskami długosza królewskiego (Osmunda regalis) i wiciokrzewu pomorskiego (Lonicera periclymenum).
Obszar rezerwatu podlega ochronie czynnej.
Nadzór: Nadleśnictwo Goleniów.
1 km na północ znajduje się rezerwat przyrody „Olszanka”, a 2 km na południe droga wojewódzka nr 113 (Święta→ Goleniów).